# Ceptura de Sus
Ceptura de Sus – wieś w Rumunii, w okręgu Prahova, w gminie Ceptura. W 2011 roku liczyła 573 mieszkańców.